# Boris Moishezon
Boris Moishezon (russisch Борис Гершевич Мойшезон, Transkription Boris Gerschewitsch Moischeson; * 26. Oktober 1937 in Odessa; † 25. August 1993 in Teaneck, New Jersey) war ein sowjetisch-US-amerikanischer Mathematiker, der sich mit Algebraischer Geometrie befasste.

## Leben
Moishezon war ein Schüler von Igor Schafarewitsch am Steklow-Institut in Moskau und promovierte bei Ilja Pjatetskij-Shapiro an der Lomonossow-Universität. Er war danach am Zentralinstitut für Mathematische Ökonomie. Er unterzeichnete 1972 einen öffentlichen Brief, in dem sich jüdische Wissenschaftler über die hohen Kosten beschwerten, die Inhaber von Doktortiteln für die Ausreise bezahlen mussten. 1972 verließ er die Sowjetunion und ging als Professor an die Universität Tel Aviv und ab 1977 war er in New York an der Columbia University als Professor für Mathematik. Er blieb auf diesem Posten bis zu seinem Tod an einem Herzanfall beim Jogging.
Er war Experte für algebraische Geometrie. In den 1960er Jahren führte er die später sogenannten Moishezon-Mannigfaltigkeiten ein, kompakte zusammenhängende komplexe Mannigfaltigkeiten, bei denen der zugehörige Funktionenkörper meromorpher Funktionen auf diesen Mannigfaltigkeiten denselben Transzendenzgrad wie die komplexe Dimension der Mannigfaltigkeit hat. Beispiele sind algebraische Varietäten im Komplexen. 1967 zeigte Moishezon, dass Moishezon-Mannigfaltigkeiten genau dann projektive algebraische Varietäten sind, falls sie eine Kählermetrik zulassen.
1977 war er Gastprofessor an der University of Utah.
1983 war er Guggenheim Fellow.
Er war verheiratet und hatte einen Sohn und eine Tochter.

## Schriften
- Complex surfaces and connected sums of complex projective planes, Lecture Notes in Mathematics 603, Springer Verlag 1977